# しか〜も!!
『しか〜も!!』とは日本テレビで2011年5月7日から2012年3月24日まで土曜日25:20 - 25:50（2011年10月1日からは25:25 - 25:55）に放送されていたバラエティ番組。

## 概要
シカマフィア（アニメの鹿キャラに扮した3人の芸人）がメジ～カ（読者モデル）を派遣し、世の中の様々なものをカスタマイズする。

## 出演者

### シカマフィア
マケロニ（通称：アニキ）
- ビビる大木

バジリコーネ（通称：バジ公）
- 高橋茂雄（サバンナ）

ペペロッチ（通称：ペペ）
- 田中卓志（アンガールズ）

### メジ～カ
☆印は形式上の前番組である『読モ!』 から継続して出演。
- 001：青木育日☆
- 002：浅田美穂
- 003：浅見由紀子☆
- 004：石渡栞理
- 005：植田せりな☆
- 006：笠松ありさ
- 007：黒澤唯
- 旧008：後藤萌
- 新008：野村瑠里
- 旧009：近藤夏子
- 新009：神尾美沙
- 010：下田美咲
- 011：杉山佳那恵
- 012：寒川綾奈
- 013：染井明希子☆
- 014：高橋奈々
- 015：丹野珠里
- 016：千葉由佳☆
- 017：長谷川あや
- 018：林えりか☆
- 019：八木麻衣子☆
- 020：吉河唯☆

2011年10月29日放送分でメジ～カオーディションが行われ、読者モデル以外からも以下の新メンバーが選出された。
- 021：小川暖奈
- 022：高木あずさ
- 023：葵ゆりか
- 024：東麻理
- 025：松浦志穂
- 026：小西かいり

## 放送内容
| #  | 放送日(日本テレビ) | カスタマイズ内容                | カスタマイズする人物 | 参加メジ～カ                                                                 |
| -- | ------------------ | ------------------------------- | --- | ---------------------------------------------------------------------------- |
| 1  | 2011年5月7日       | 『トースト』 『ビニール傘』     | 茂出木浩司（日本橋『たいめいけん』3代目料理長）・ 譚澤明（中華料理『赤坂離宮』銀座店シェフ）・今田洋輔（銀座『久兵衛』総料理長） （以上、トースト） 前田廣志（アニメクリエイター）・関口操（アートトラック絵師）（以上、ビニール傘） | 丹野珠里・ 長谷川あや （トースト） 寒川綾奈・ 千葉由佳 （ビニール傘）        |
| 2  | 2011年5月14日      | 『オブラート』 『ダイヤモンド』 | ベリッシモ・フランチェスコ・春原康宏（中国飯店「潮夢来」アドバイザー）・新見明代 （以上、オブラート） | 植田せりな・ 後藤萌 （オブラート） 笠松ありさ・ 杉山佳那恵 （ダイヤモンド）  |
| 3  | 2011年5月21日      | 『揚げ麺』                      | 茂出木浩司・田邉正人（築地「虎竹」東店）・ベリッシモ・フランチェスコ・ 米良知余子（青山「イル・デジデリオ」チーフ・パティシエ） | 下田美咲・ 染井明希子・ 黒澤唯・ 八木麻衣子                                  |
| 4  | 2011年5月28日      | 『Tシャツ』                     | 三つ葉（ゴスロリデザイナー）・柳沢京子（切り絵師）・ 中島盛夫（銭湯絵師）・長島☆自演乙☆雄一郎（キックボクサー） | 浅田美穂・ 石渡栞理・ 林えりか                                               |
| 5  | 2011年6月4日       | 『天かす』                      | タバス・モラキュラーバー（マンダリンオリエンタル東京内）・ 金萬福（中国料理 竹園宇都宮東武ホテルグランデ店）・ パティシエ・エス・コヤマ（兵庫県三田市） （スタジオゲスト：広海・深海）                                               | 寒川綾奈・ 高橋奈々・ 浅見由起子・ 千葉由佳                                  |
| 6  | 2011年6月11日      | 『ドライブデート』              | 潮凪洋介（エッセイスト）・ピストン西沢（DJ）・小沢一敬（スピードワゴン） | 植田せりな・ 杉山佳那恵・ 長谷川あや                                         |
| 7  | 2011年6月18日      | 『デイパック』                  | 関口真優（デコスイーツ・アーティスト）・西村有紀子（ウエディング・デザイナー）・ ミステル・カカオ（プロレスラー） | 石渡栞理・ 八木麻衣子 浅田美穂・ 黒澤唯                                      |
| 8  | 2011年6月25日      | 『あんこ』                      | 鈴木剛志（新宿・神楽坂『L'AIIance』オーナーシェフ）・今田洋輔・ 富田晶子（フレアバーテンダー） | 杉山佳奈恵・ 後藤萌 千葉由佳・ 青木育日                                      |
| 9  | 2011年7月2日       | 『アイスクリーム・コーン』      | ペリッシモ・フランチェスコ・大谷広太郎（銀座『ル・シャボテ』シェフ）・ 前島司（せたが屋） | 長谷川あや・ 下田美咲 植田せりな・ 丹野珠里                                  |
| 10 | 2011年7月9日       | 『浴衣』                        | 高橋英司（日本エアブラシ協会認定講師）・増川あゆ美（コスプレ衣装職人）・西村有紀子 | 染井明希子・ 神尾美沙・ 浅見由紀子 寒川綾奈・ 林えりか                       |
| 11 | 2011年7月16日      | 『ザーサイ』                    | 山田チカラ（南青山「山田チカラ」オーナーシェフ）・水野幾郎（銀座「六覺燈」店長）・ 小玉弘道（恵比寿「レストランヒロミチ」オーナーシェフ）                                                                                            | 杉山佳奈恵・ 林えりか 浅田美穂・ 後藤萌 青木育日・ 黒澤唯                    |
| 12 | 2011年7月23日      | 『水着（ビキニ）』              | 藤井愛弓（デコレーション・アーティスト）・三つ葉・とし子（造花アーティスト） | 浅田美穂・ 植田せりな・ 寒川綾奈                                             |
| 13 | 2011年7月30日      | 『バーベキュー』                | 下城民夫（日本バーベキュー協会会長）・伊藤光太郎（ドゥ・アウトドアライフ研究所代表）・ チャド・マレーン | 長谷川あや・ 寒川綾奈・ 八木麻衣子 笠松ありさ・ 杉山佳那恵・ 丹野珠里 黒澤唯 |
| 14 | 2011年8月6日       | 『かき氷』                      | ベリッシモ・フランチェスコ・茂出木浩司・森岡梨（洋菓子店『A・R・I』店長） | 黒澤唯・浅田美穂・ 長谷川あや・丹野珠里                                      |
| 15 | 2011年8月13日      | 『ドライブデート・第2弾』       | パンツェッタ・ジローラモ・こーすけ（元フジテレビ『あいのり』出演者） | 八木麻衣子・ 植田せりな・千葉由佳                                            |
| 16 | 2011年8月27日      | 『合コン』                      | 入江慎也（カラテカ）・パンチ浜崎（ザ・パンチ）・赤枝卓（オバアチャン） 一義・龍平・聖太（『a Shion Tokyo』ホスト） | 八木麻衣子・ 植田せりな・杉山佳奈恵 青木育日・ 高橋奈々・千葉由佳            |
| 17 | 2011年9月3日       | 『カーテン』                    | 箱根秋水（映画看板絵師）・西村有紀子・山根良顕（アンガールズ） | 寒川綾奈・石渡栞理 丹野珠里・浅見由紀子                                      |
| 18 | 2011年9月10日      | 『ワンちゃん』                  | 桜井久美（ファッション・デザイナー）・増川あゆ美・ミステル・カカオ | 黒澤唯・ 丹野珠里・林えりか                                                  |
| 18 | 2011年9月17日      | 『ドライブデート第3弾』         | 田中卓志（アンガールズ） | 染井明希子                                                                   |
| 19 | 2011年9月24日      | 『シュシュ』 『牛丼（すき屋）』 | 加納万須美（ロリータ･ファッション･デザイナー）・とし子（以上･シュシュ） ペリッシモ・フランチェスコ（牛丼） | 石渡栞理・寒川綾奈 八木麻衣子                                                |
| 20 | 2011年10月1日      | 『家呑みレシピ』                | SHIORI（フードコーディネーター）・でんじ（元フジテレビTWO『あいのり2』出演者） こごま（日本酒検定5級所持者。『スター☆ドラフト会議』出演経験あり）                                                                                    | 黒澤唯・植田せりな 長谷川あや・浅田美穂                                      |
| 21 | 2011年10月22日     | 『秋の1泊旅行・新潟編』         | 鈴木Q太郎（ハイキングウォーキング） | 杉山佳奈恵・長谷川あや                                                       |
| 22 | 2011年10月29日     | 『オーディション』              | 第1回メジーカオーディション | なし                                                                         |
| 23 | 2011年11月5日      | 『カラオケ合コン』              | 入江慎也（カラテカ）・パンチ浜崎（ザ・パンチ）・赤枝卓（オバアチャン） 水野真由美（恋愛コンサルタント） | 石渡栞理・寒川綾奈 黒澤唯                                                    |
| 24 | 2011年11月12日     | 『ファー』                      | 波佐間明美（帽子デザイナー）・篠原康治（時計職人）・西村有紀子 | 長谷川あや・笠松ありさ 林えりか・丹野珠里                                    |
| 25 | 2011年11月19日     | 『ロールケーキ』                | ペリッシモ・フランチェスコ・茂出木浩司・村田明彦（和食『鈴なり』主人） | 杉山佳那恵・高木あずさ 東まり・小西かいり                                    |
| 26 | 2011年11月26日     | 『ワンちゃんの休日』            | 石黒由紀子（ドッグ・エッセイスト）・青山尚暉（ドッグライフ・ジャーナリスト） | 植田せりな・千葉由佳 黒澤唯・野村瑠里                                        |
| 27 | 2011年12月3日      | 『マフラー』                    | 大木良実（苔クリエイター）・林敬三（日本彫紙アート協会会長）・西村有紀子 | 千葉由佳・長谷川あや 浅田美穂・下田美咲                                      |
| 28 | 2011年12月10日     | 『イケメン散歩』                | 涌井拓也・平田遥（渋谷『Milk Cafe』店員）・黒田隆央（高田馬場わたみん家早稲田口店）・ 広田駿治（蒙古タンメン中本吉祥寺店）・古山大智（『くれ〜ぷや』渋谷店）・落合俊彦（千駄ヶ谷『GOOD MORINNG CAFE』）                              | 丹野珠里・東まり 松浦志穂・小川暖奈                                          |
| 29 | 2011年12月17日     | 『忘年会の宴会芸』              | |                                                                              |
| 30 | 2012年1月14日      | 『新年会の宴会芸』              | |                                                                              |
| 31 | 2012年1月21日      | 『世界合コン・ 日本VS韓国』     | |                                                                              |
| 31 | 2012年1月28日      | 『世界合コン・ 日本VSイタリア』 | ベリッシモ・フランチェスコ・ロレンツェ・フェデリーコ | 小西かいり・長谷川あや・ 八木麻衣子                                          |
| 32 | 2012年2月4日       | 『スノボ合コン（前編）』        | |                                                                              |
| 33 | 2012年2月11日      | 『スノボ合コン（後編）』        | |                                                                              |
| 34 | 2012年2月18日      | 『アンガールズ田中』            | |                                                                              |
| 35 | 2012年2月25日      | 『イケメン散歩第2弾』           | |                                                                              |
| 36 | 2012年3月3日       | 『ドッキリ』                    | 入江慎也、熊谷岳大、シヒョン | 黒澤唯・杉山佳那恵・ 長谷川あや                                              |
| 37 | 2012年3月10日      | 『ホワイトデー』                | 高橋茂雄、ハロー植田 | 丹野珠里・高木あずさ                                                         |
| 38 | 2012年3月17日      | 『シカトーク（前編）』          | ビビる大木、高橋茂雄、田中卓志 | 全員                                                                         |
| 39 | 2012年3月24日      | 『シカトーク（後編）』          | ビビる大木、高橋茂雄、田中卓志 | 全員                                                                         |

## スタッフ
- ナレーション：延友陽子（日本テレビアナウンサー）
- アニメーション：OHRYS BIRD ・ DIRECTIONS
- 構成：ヒロハラノブヒコ、岩本哲也
- 企画演出：岡田直也
- プロデューサー：田中淳一
- チーフプロデューサー：森實陽三
- 制作協力：AX-ON
- 製作著作：日本テレビ

### 過去のスタッフ
- プロデューサー：東井文太[3]

## 備考
- 番組初回放送にあたる2011年5月7日放送は、土曜ドラマ『高校生レストラン』初回放送のため、15分遅れの25:35開始。
- 2011年7月9日放送は、土曜ドラマ『ドン★キホーテ』初回放送のため、15分遅れの25:35開始。
- 2011年7月30日放送は、『男を上げる!夜のお悩み相談会』（今田耕司、マツコ・デラックス出演）放送のため、60分遅れの26:20開始。
- 2011年8月20日は、『24時間テレビ・34』放送のため、休止。
- 2011年8月27日放送から同年9月24日放送分まで『Going!Sports&News』が10分延長のため、25:30開始。
- 2011年10月8日は2011 ラグビー・ワールドカップ決勝トーナメント（1回戦）中継、翌週の10月15日は2011 ラグビー・ワールドカップ準決勝中継放送のため、休止。
- 2011年10月22日は土曜ドラマ『妖怪人間ベム』初回放送のため、15分遅れの25:40開始。
- 2011年12月24日から2012年1月7日までは年末年始特別編成のため、休止。